# Het Freddy-effect
Het Freddy-effect is het 124e album van de stripreeks De avonturen van Urbanus en verscheen in 2007 in België.
In het 124e album is het zover: Urbanus is niet langer het grootste crapuleke van gans Tollembeek! Bull en Bak zijn twee jonge criminelen die een alternatieve straf moeten uitzitten in de klas van meester Kweepeer. De meester wordt al meteen vakkundig buitengepest en dan is het nu de beurt aan Urbanus. Die krijgt gelukkig hulp van Freddy De Vadder om zijn coole image terug te winnen en iedereen er ene op zijn muile te geven.